# Estação Arco di Travertino
Arco di Travertino é uma estação da Linha A do Metrô de Roma. Está localizada no 9º distrito de Roma, entre as estações Colli Albani―Parco Appia Antica e Porta Furba―Quadraro.